# Culture de Houli
Sauf précision contraire, les dates de cet article sont sous-entendues « avant l'ère commune », c'est-à-dire « avant Jésus-Christ ».

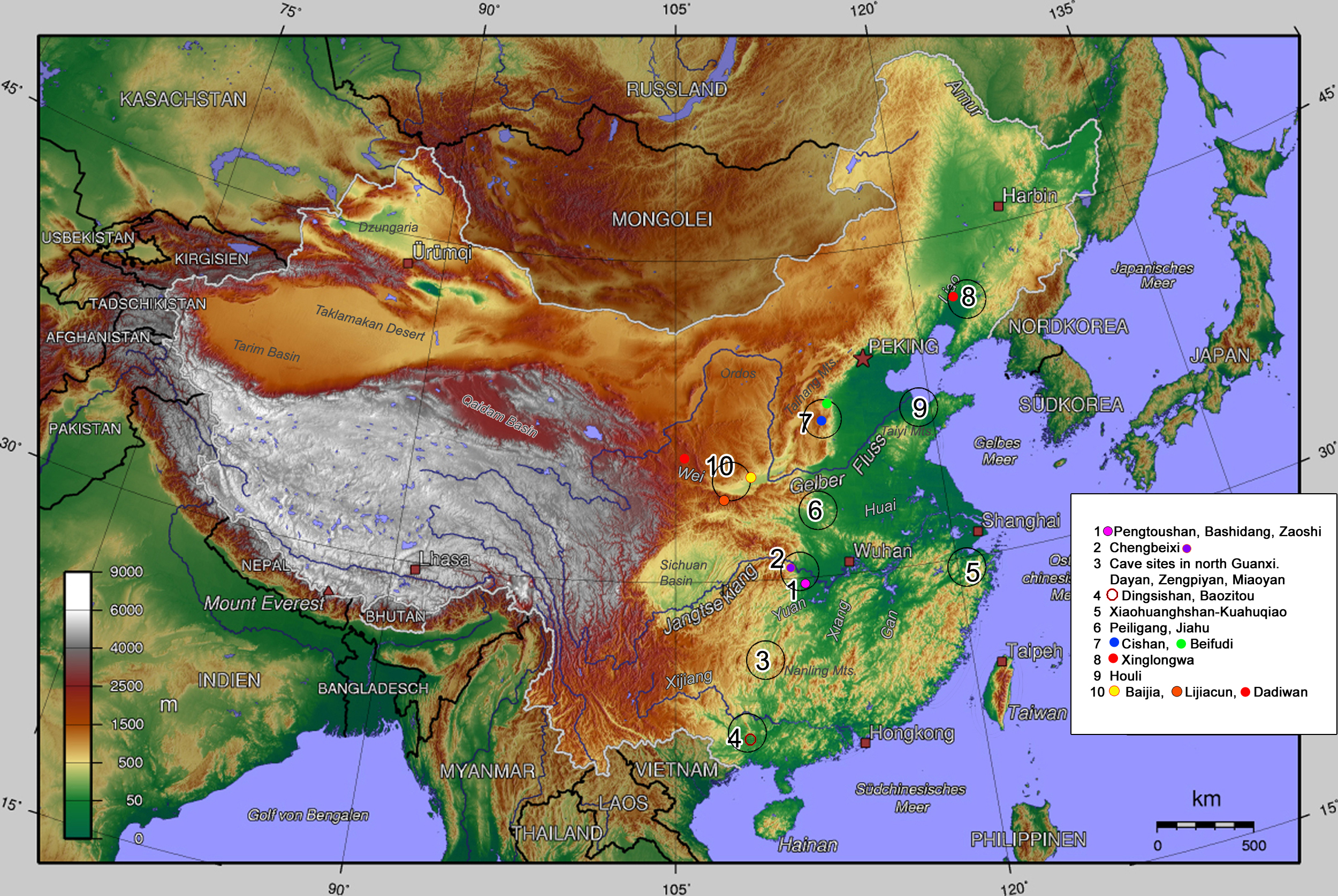
Néolithisation et premières cultures néolithiques en Chine

La culture de Houli (chinois : 后李文化 ; pinyin : Hou li wen hua), datée vers 6 500 - 5 500 ans  avant l’ère commune, est une culture archéologique du Mésolithique en Chine. Elle est principalement située au Shandong, au sud de Pékin, à proximité de la mer, et témoigne de la néolithisation progressive de cette région de Haidai. Cette culture précède dans cette région la culture néolithique de Beixin-Dawenkou (Beixin, vers 5 300 - 4 300, et Dawenkou, vers 4 300 - 2 600  avant l’ère commune).

## Historique
La culture de Houli a été découverte initialement sur le site du village de Houli, xian de Linzi, dans la province du Shandong, et sur une douzaine de sites des piémonts, au nord des monts Taiyi, au Shandong, dans les années 1970 et 1980, au cours de fouilles rudimentaires. Ce n’est que plus tard, avec des relevés stratigraphiques précis, que l’on a pu mesurer toute l’importance de cette culture. Cinq sites ont fait l’objet d’une fouille. En 1991, un grand nombre d’objets, d’habitations, et de cimetières ont été découverts sur des sites tels que Xihe et Xiaojingshan, dans le xian de Zhangqiu, d’environ 10 ha, ce qui est assez grand pour cette époque. Mais, sur ce site, l’intégralité de la zone que l’on vient de fouiller n’a pas forcément été utilisée sur sa longue période d’occupation.

## Localisation, chronologie
Tous ces sites se trouvent dans les plaines alluviales au sud de l'embouchure du fleuve Jaune, au nord de cette chaine des monts Taiyi sur environ 250 km d’Est en Ouest et 35 km du Nord au Sud. Ils sont, aujourd’hui à 50 m au-dessus du niveau de la mer et toujours situés à proximité d’une eau claire. On ne dispose que de quelques datations par le carbone 14 et les dates actuelles pourront être révisées à l’avenir, mais elles tournent autour de 6 550 - 5 550  avant l’ère commune.

## Mode de subsistance
Dans ces milieux relativement divers les habitants de la culture de Houli ont eu toute une panoplie de moyens de subsistance : la production agricole et l’élevage ont une importance très relative à côté de la collecte, de la chasse et de la pêche. La culture du millet est attestée à Yuezhang : millet commun et millet des oiseaux, ainsi que des traces de riz datées à 7050 ± 80 ans en utilisant la datation par le carbone 14 à l'aide de la spectrométrie de masse par accélérateur (en). Des meules plates et leur rouleau broyeur (qui ont pu aussi servir à broyer des plantes de simple collecte) ont une grande ressemblance avec celles de Peiligang (une culture pré-Yangshao qui a pratiqué la culture du riz). Mais on ne peut encore attribuer cela à une quelconque migration, qui reste néanmoins possible, ou à un transfert de technologie diffusant peut-être ainsi culture et transformation des céréales.
Cependant le nombre d’outils liés à une culture de prédation (collecte, chasse, pêche…) est bien plus nombreux que ce qui concerne la production agricole (faucilles, pelles…).
D’autre part le milieu initial était, et reste encore, très riche en chênes, et le grand nombre de meules découvertes pourrait correspondre à une abondante consommation de glands et de noix. Ceci irait dans le sens d’une sédentarisation relative, complétée par des déplacements liés à des stratégies de collecte. À côté de ces meules, par contre, on n'a pas découvert la moindre trace de ces plantes issues de collecte. 
Des recherches complémentaires sont nécessaires pour pouvoir affirmer que la vie sédentaire était le mode de vie dominant ou plus ou moins intermittent, interrompu par une vie itinérante de chasseurs-collecteurs. On a de nombreux restes d'animaux : cerf, loup, renard, tigre et chevreuil, mais aussi des animaux indiscutablement issus d'élevage : le porc (sus domesticus) et le chien (canis lupus familiaris). Cependant les réserves émises par plusieurs spécialistes, s'appuyant sur des études morphologiques des os de porc, semblent établir que celui-ci n'était pas complètement domestiqué ; la découverte de petites statuettes représentant des porcs avec les traits caractéristiques de l'animal en cours de domestication - corps rond et museau court - semble aller dans ce sens. Toute autre forme de bétail est très peu représentée et/ou difficilement identifiable. Alors que l'abondance des restes d'animaux sauvages sont des indicateurs d'un milieu qui leur était très propice. Sur le site de Yuezhuang il n'y a d'ailleurs que des restes d'animaux sauvages. Pour compléter le tableau des ressources exploitées on trouve encore des gastéropodes, des huitres et des coquillages. On a aussi trouvé des pierres servant de lest aux filets et des balles de pierre et des pointes de lance en os.

## Habitat
Seul le site de Xiaojingshan est entouré d’un fossé et la zone enclose mesure 12 ha. On y a relevé au moins 40 fondations, ainsi qu’une trentaine de tombes en trois groupes, à l’intérieur et en dehors de l’enclos. Les dimensions des habitations sont variables et on y a trouvé de nombreux objets. À Xihe les 19 maisons sont de deux types. Les grandes de 25 à 50 m2 sont bien construites et disposent de plusieurs foyers. Et de nombreuses pièces de vaisselles, entières, ont été laissées sur le sol avec des outils. Les habitations plus petites, entre 10 et 20 m2, disposaient de murs et de sols sans finition, mais couverts de tessons, de cailloux et d’écorces. La nature de cette installation laisse supposer l’intention d’une occupation de longue durée, mais on trouve aussi des indices d’une tendance à la mobilité. C’est d’ailleurs ce type de situation, plus ou moins sédentaire, que l’on retrouve dans la culture de Cishan-Beifudi.

## Les formes: outils, céramique

### Outils
Les objets en pierre comprennent un grand nombre de meules (de type mopan) et leur rouleau broyeur (mobang). On trouve aussi des outils de pierre pour le travail du bois, haches et herminettes, et des instruments en os pour la chasse et la pêche, lances et harpons. Parfois, sur certains sites, des objets pouvant avoir partiellement un usage agricole, du type faucille, ont été trouvés. 

### Céramique
En ce qui concerne la céramique, on trouve une faible variété de formes et leur mode de fabrication est simple. Les deux types sont représentés, à fond incurvé ou plat, que l’on peut identifier comme ayant les fonctions de chaudrons, jarres, plats, bols, bassins et couvercles. Il n’y a aucun tripode car on utilise, comme dans la culture de Cishan-Beifudi, des supports (du type zhijiao), la plupart, ici, en pierre. Mais les formes des céramiques semblent conformes à un mode de vie comportant des déplacements. Par ailleurs aucun dégraissant de la terre n'a été utilisé, le sable n'a pas été filtré : le résultat est une matière grossière. Dans la dernière phase et sur certains sites, divers dégraissants ont été utilisés : du sable à gros grain, des coquillages en poudre, du talc, du mica. Leur couleur dominante est rouge ou brun-rouge, mais quelques zones sont grises, noires ou jaunes résultant de la cuisson à basse température . 

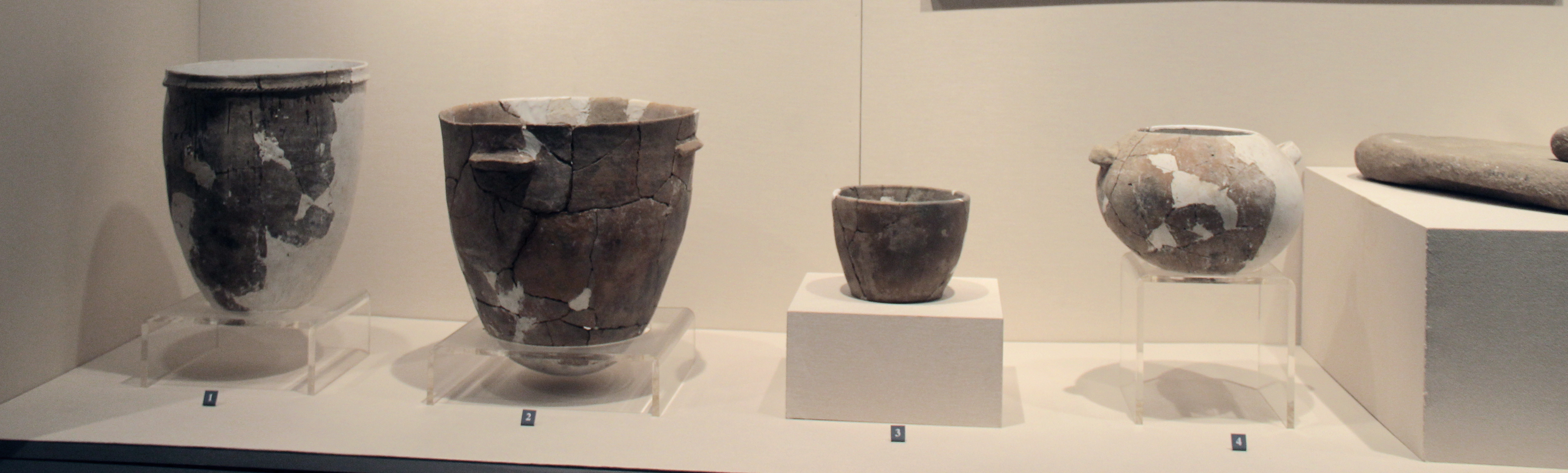
Groupe de terres cuites. Culture de Houli. Hebei. Musée Provincial du Shandong, Jinan
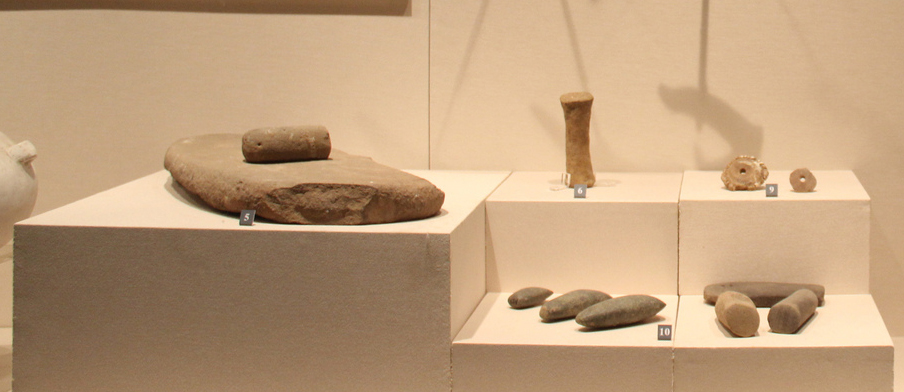
Divers outils de pierre polie[13] : Meule, haches... Culture de Houli. Musée Provincial du Shandong
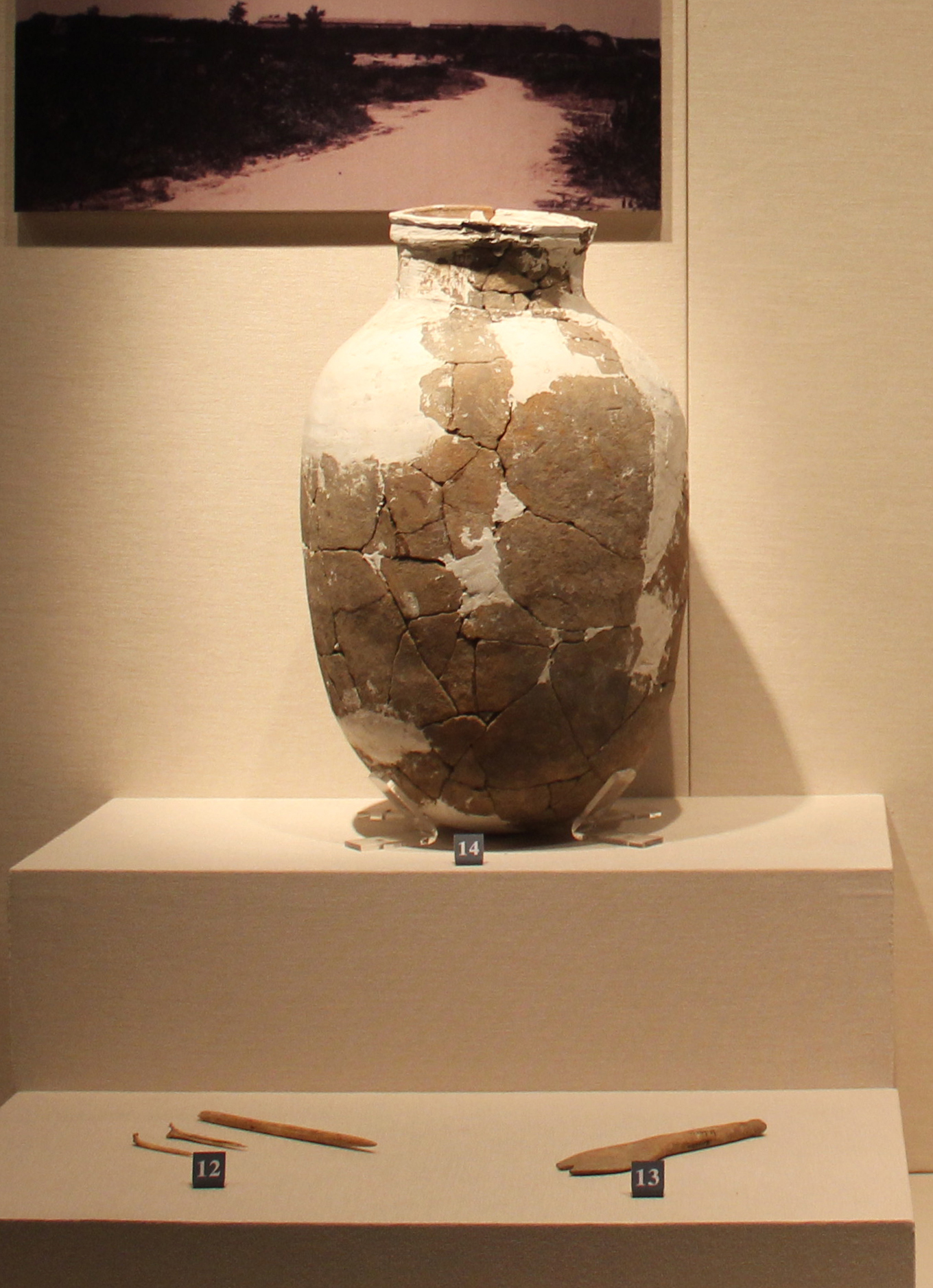
Grand pot de type guan à fond courbe. Divers outils en os: aiguille... Culture de Houli. Musée Provincial du Shandong
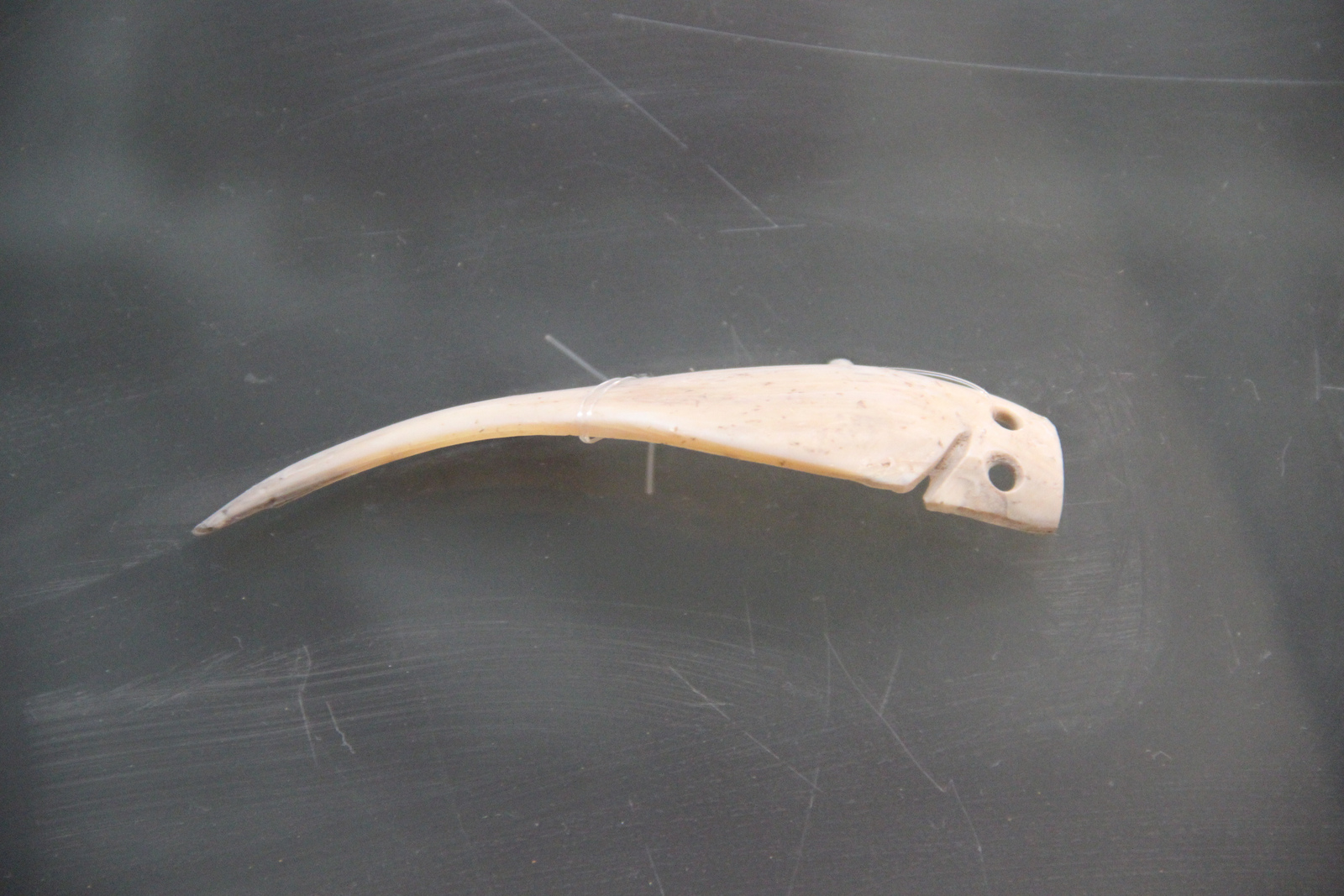
Ornement (pendentif, coquillage ouvragé ?).  Musée Provincial du Shandong
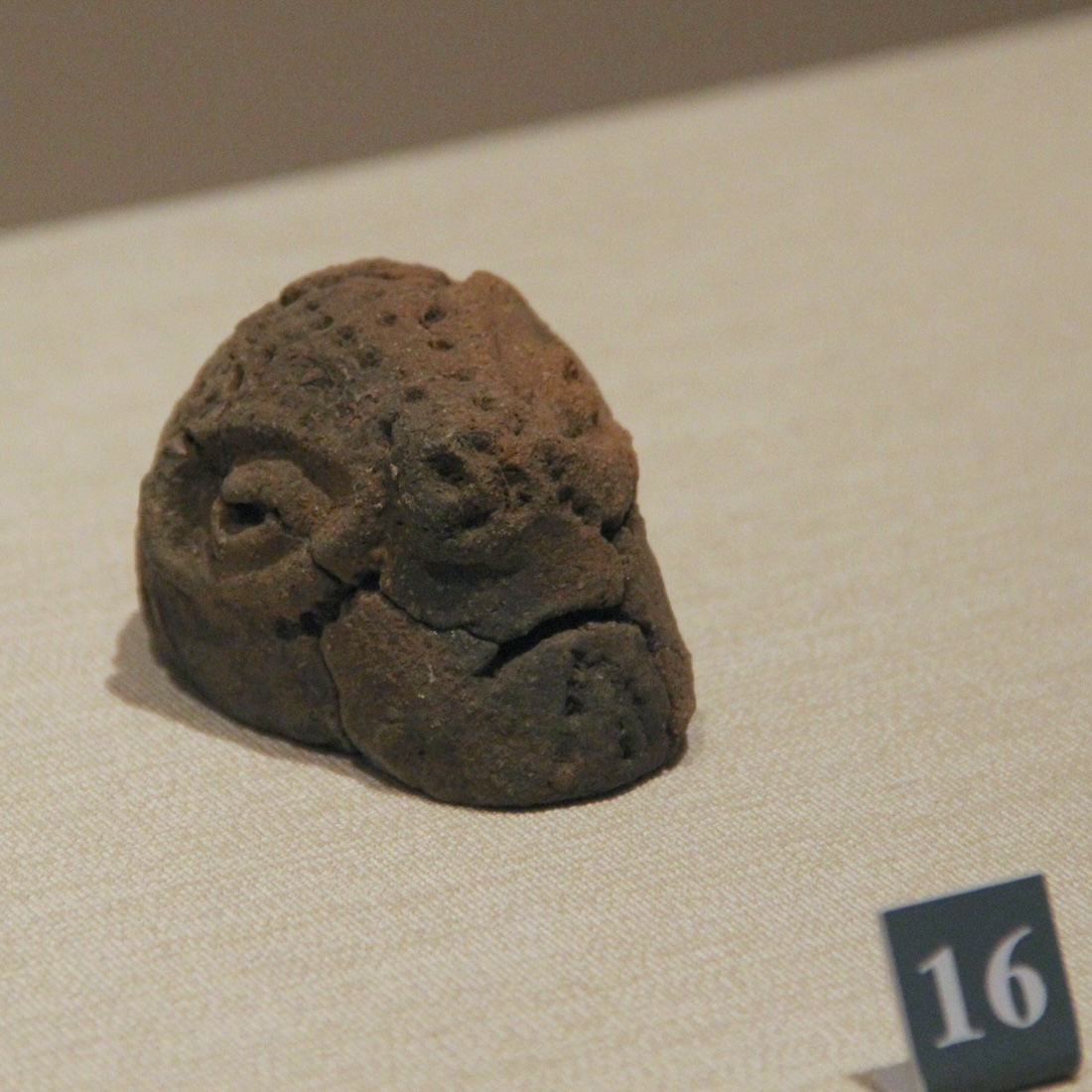
Statuette en forme de « tête ». Terre cuite noire. Musée Provincial du Shandong
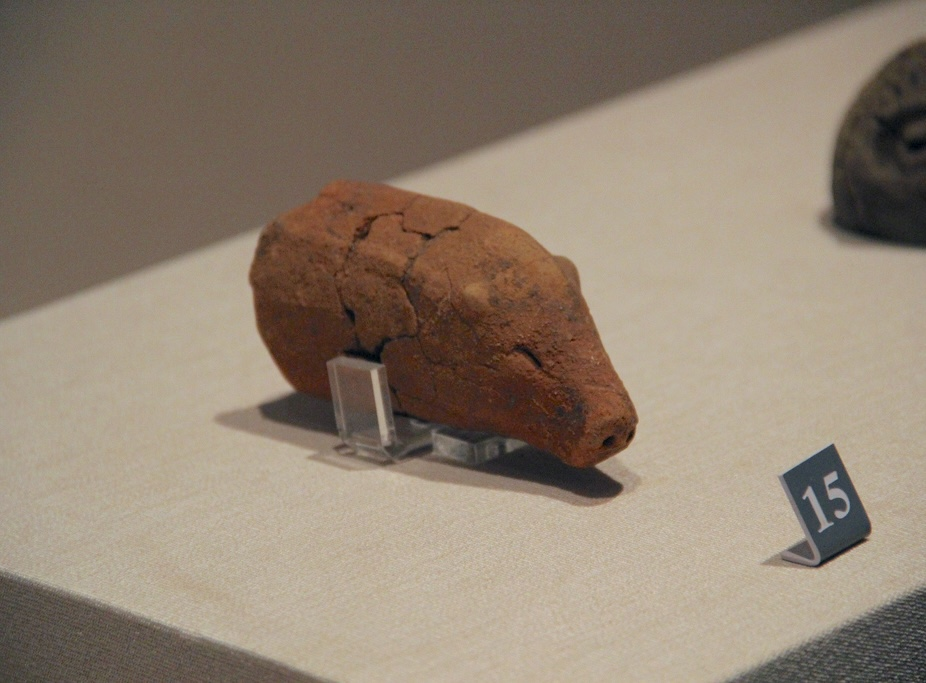
Statuette en forme de petit cochon. Terre cuite rouge. Musée Provincial du Shandong